# بيل غراي (لاعب كرة قدم أمريكية)
بيل غراي (بالإنجليزية: Bill Gray)‏ هو لاعب كرة قدم أمريكية أمريكي، ولد في 27 ديسمبر 1922 في بورتلاند في الولايات المتحدة، وتوفي بنفس المكان في 18 أغسطس 2011.

## وصلات خارجية
- بيل غراي على موقع مرجع كرة القدم المحترفة.كوم (الإنجليزية)